# Конклав 1730 года

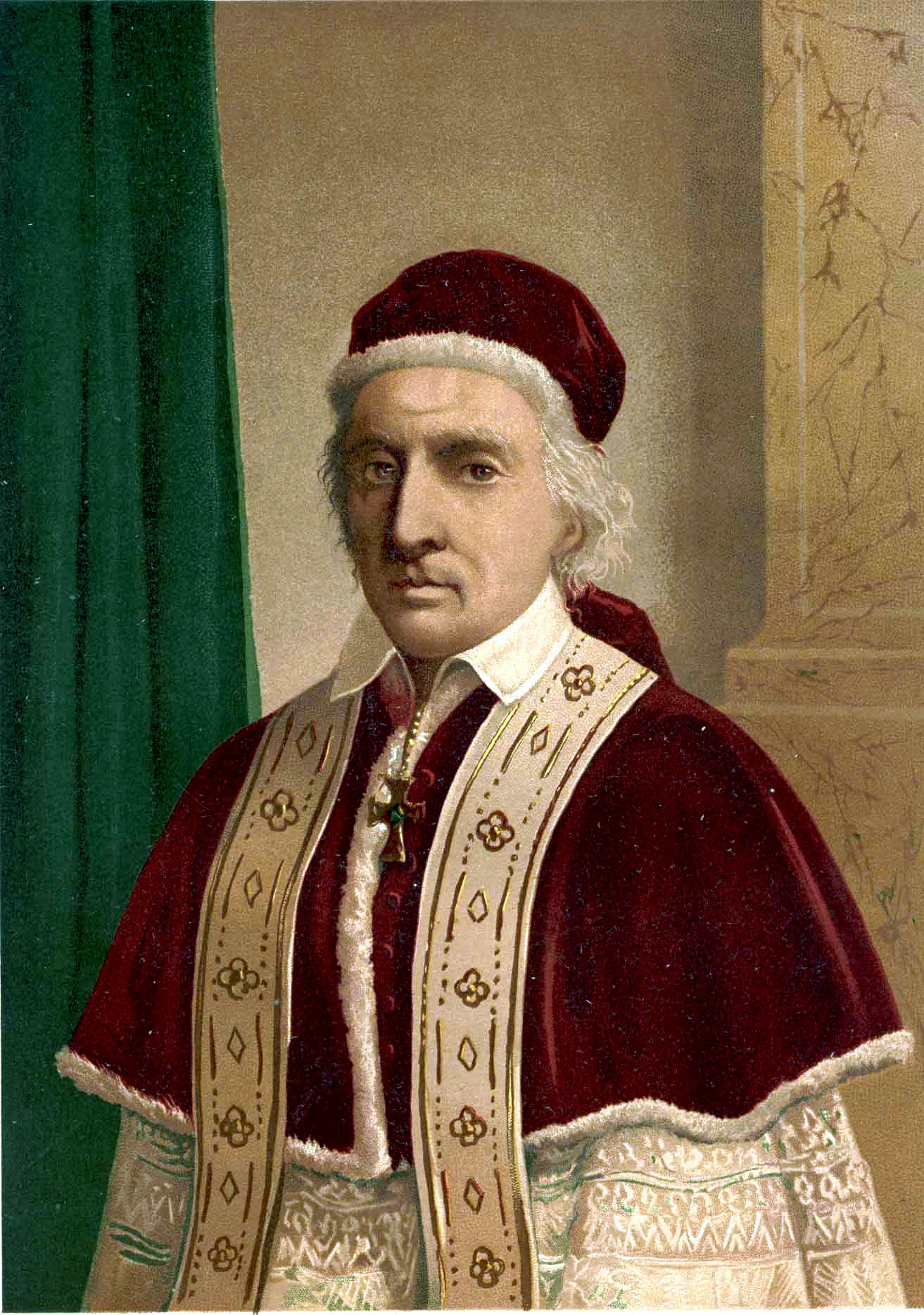
Климент XII

Конклав 1730 года избрал Папу Климента XII преемником Папы Бенедикта XIII.
21 февраля 1730 года в возрасте восьмидесяти одного года умер Папа Бенедикт XIII. Последующий Конклав считается самым длинным и коррумпированным во всём XVIII веке. Конклав открылся 5 марта в составе тридцати кардиналов, но их количество увеличивалось с прибытием других кардиналов. Ни один из португальских кардиналов не присутствовал, по-видимому, из-за трений между Римом и Лиссабоном. В итоге в Конклаве участвовало пятьдесят шесть кардиналов. В какой-то момент четырехмесячного тяжелого испытания была предложена как минимум половина участвующих кардиналов в качестве кандидатов на папский трон.

## Группировки на Конклаве
Одна группировка выборщиков состояла из двенадцати кардиналов, назначенных Бенедиктом XIII, но у этой группы не было явного лидера. Вторая группировка состояла из кардиналов, назначенных папой Александром VIII. Политически они были в союзе с французской партией, которая представляла интересы Людовика XV.
Императорская партия была представлена подданными австрийского императора. В эту группу входил кардинал Джанантонио Давиа, бывший апостольский нунций в Вене на содержании императорского двора. Испанская партия страдала от внутренних разногласий, но в целом была в союзе с императором.
Были также савойские креатуры, представляющие короля Сардинии Виктора Амадея II и дзеланти, которые выступали против любого светского вмешательства. Кроме того, флорентийский дом Медичи использовал финансовые посулы, чтобы выставить своего кандидата, Лоренцо Корсини.
Ни одна из группировок не была достаточно крупной, чтобы успешно проголосовать за своих кандидатов.

## Политическое влияние
Примерно с 1600-х годов по начало XX века некоторые католические монархи утвердили jus exclusivae (исключительное право), то есть право наложить вето на кандидата на папский трон, осуществляемое через кардинала короны. В соответствии с неофициальным соглашением, каждое государство, претендующее на право вето, может осуществлять право вето на Конклаве всего один раз. Таким образом, кардинал короны не объявлял вето до самого последнего момента, когда рассматриваемый кандидат, казалось, скорее всего, был бы избран. Этот конклав видел немало манёвров различных сторон, чтобы побудить другую осуществить свое право вето преждевременно. В какой-то момент вместо права вето испанская сторона пригрозила покинуть Конклав, если будет выбран конкретный кандидат от оппозиции.
Кардинал Корнелио Бентивольо представил вето испанского короля Филиппа V против избрания кардинала Джузеппе Ренато Империали. Во время Конклава 1700 года кардинал Империали входил в группировку кардиналов, которая пыталась противостоять давлению иностранных правительств с целью повлиять на выборы Папы. В 1720 году он попытался повлиять на Генуэзскую Республику, чтобы арестовать кардинала Джулио Альберони, бывшего придворного фаворита, ставшего герцогом и грандом Испании. Тем не менее, право вето было подписано испанским государственным секретарём, а не королём, и оно могло быть оспорено. Вопросы затянулись, когда гонец был отправлен в Мадрид для получения подтверждения.
Император отправил уведомление о своей оппозиции кардиналу Пьер Марчелино Коррадини, который, похоже, лидировал с тридцатью голосами. Коррадини выступил против попыток императора вмешаться в дела Папского государства и его попыток назначить Эгона Франца фон Фюрстенберга князем-епископом Хильдесхайма.
К середине мая в Италии произошла серия землетрясений. Напряжение было высоким как внутри, так и за пределами Конклава, так как многие истолковывали землетрясения как свидетельство неудовольствия Бога в связи с тем, что кардиналы не могут избрать Папу.

## Результаты Конклава
В конце концов кардинал Сьенфуэгос Вилласон убедил немцев принять Корсини в качестве альтернативы Коррадини. Группировки Испании и Франции согласились. После нескольких месяцев раздоров, 12 июля 1730 года Корсини был избран и принял имя своего покровителя Климента XI. На момент избрания ему было семьдесят восемь лет, и он правил почти десять лет. Одним из первых действий Климента XII было создание комиссии для расследования обвинений в растрате различными должностными лицами при его предшественнике.